# جبال وادي الرملة

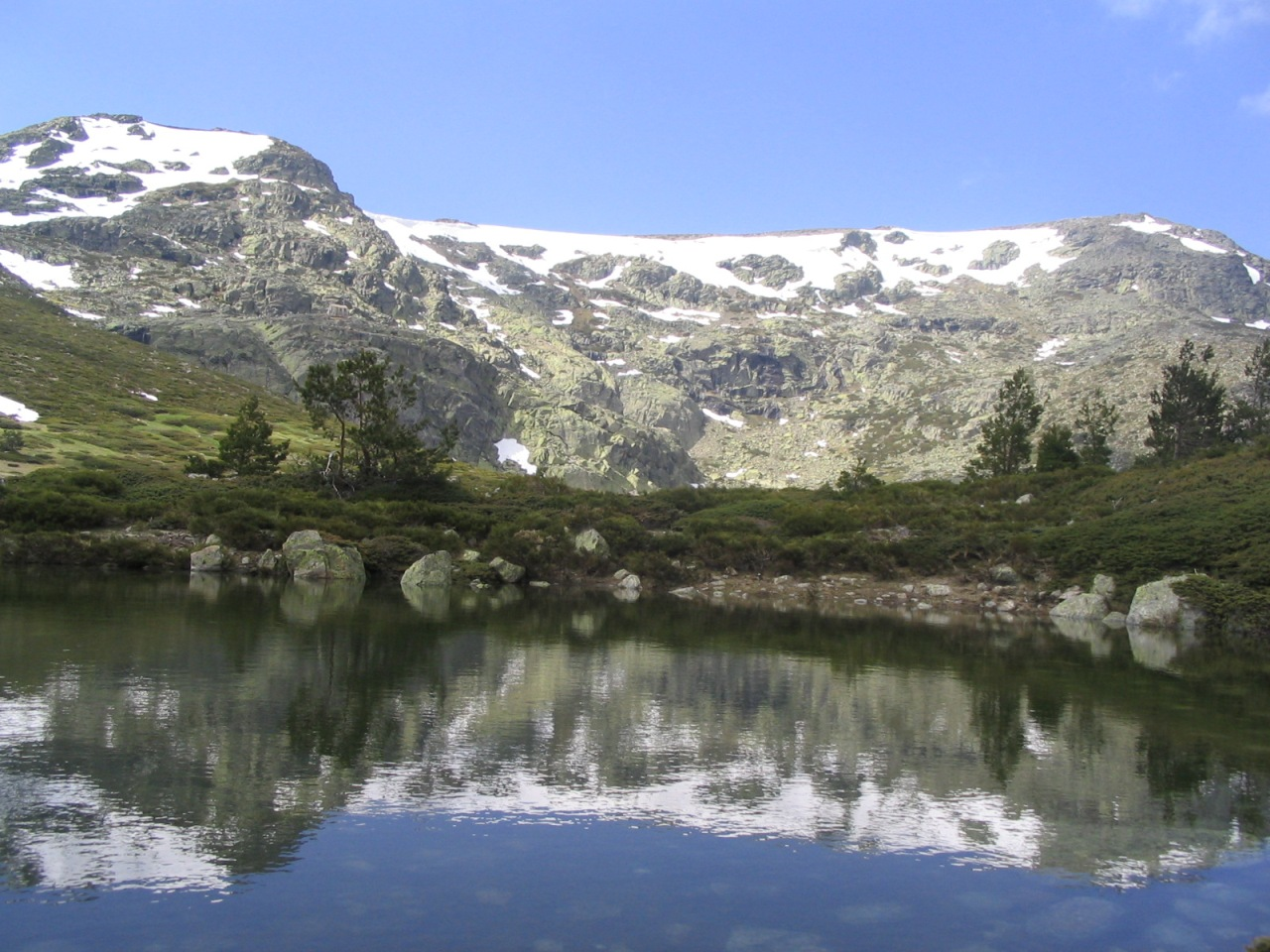
قمة بينيالارا

جبال وادي الرملة أو سلسلة جبال وادي الرملة أو جبال الشارات تقع في شمال غرب العاصمة الإسبانية مدريد، يصل ارتفاع جبال وادي الرملة نحو 2.429 متر فوق مستوى سطح البحر في قمة بينيالارا.

## أعلام
- جوسب سونال

## وصلات خارجية
- (بالإسبانية) Official Website of Sierra de Guadarrama
- (بالإسبانية) Information of the mountain range in Ascensiones نسخة محفوظة 3 مايو 2004 على موقع واي باك مشين.
- (بالإسبانية) Information of the mountain range in Montipedia
- (بالإسبانية) News in Sierra de Madrid